# Откаленко, Нина Григорьевна
Нина Григорьевна Откаленко (в девичестве Плетнёва; 23 мая 1928, Кожля, Курчатовский район — 13 мая 2015, Москва) — советская спортсменка, мастер спорта СССР (1951), заслуженный мастер спорта (1953), заслуженный тренер РСФСР, педагог.
Пятнадцатикратная рекордсменка мира, Европы и СССР в беге на 400, 800 метров и в эстафетах. 22-кратная чемпионка СССР в беге на 400, 800, 1500 м, эстафете 3×800 м, 1 и 1/2 мили. Чемпионка Европы 1954 года в беге на 800 метров. 6-кратная победительница международного кросса на приз газеты «Юманите».

## Биография
Уроженка села Кожля (ныне — в Курчатовском районе Курской области).
Участник Великой Отечественной войны, выполняла задания Родины. В Вооружённых силах прослужила 52 года.
Первый тренер — Борис Николаевич Пирогов, чемпион СССР довоенных лет в беге на 400 метров, летчик-испытатель (г. Киев). С 1928 по 1960 год дистанции 400, 800 и 1500 метров были исключены из олимпийской программы. Из-за травмы Нина Откаленко не смогла принять участие в Олимпийских играх 1960 года в Риме и вскоре завершила свою спортивную карьеру.
Окончила спецотделение Школы тренеров при Киевском государственном институте физической культуры в 1954 году и Московский областной педагогический институт имени Н. К. Крупской в 1957 году. Несколько десятилетий находилась на тренерской работе в ЦСКА.
В 1983 году был учрежден ежегодный Турнир на приз Нины Откаленко, который проходит в городе Дружковка Донецкой области Украины.
Умерла 13 мая 2015 года в Москве, после тяжёлой болезни. Похоронена на Щербинском кладбище, где в 2022 году над могилой установлен скульптурный памятник.

## Выступления на соревнованиях
| Год  | Соревнования      | Город    | Место | Дистанция | Результат  | Дата       |
| ---- | ----------------- | -------- | ----- | --------- | ---------- | ---------- |
| 1953 | Студенческие игры | Бухарест | II    | 400 м     | 56,7       | август     |
| 1953 | Студенческие игры | Бухарест | I     | 800 м     | 2.10,5     | август     |
| 1954 | Чемпионат Европы  | Берн     | I     | 800 м     | 2.08,8 CR* | 27 августа |
| 1955 | Студенческие игры | Варшава  | II    | 400 м     | 55,5       | август     |
| 1955 | Студенческие игры | Варшава  | I     | 800 м     | 2.09,4     | август     |

### Чемпионаты СССР
Выступая за команду Украины, Нина Откаленко установила свой первый рекорд мира в 1951 году на дистанции 800 метров — 2.12,0.
| Год  | Дистанция  | Результат  | Дата                  | Город     | Место |
| ---- | ---------- | ---------- | --------------------- | --------- | ----- |
| 1951 | 800 м      | 2.12,0 WR* | 26 августа            | Минск     | I     |
| 1952 | 400 м      | 57,7       | 24—30 августа         | Ленинград | III   |
| 1952 | 800 м      | 2.13,1     | 24—30 августа         | Ленинград | I     |
| 1952 | 1500 м     | 4.37,0 WR* | 30 августа            | Ленинград | I     |
| 1953 | 400 м      | 56,3       | 23—25 августа         | Москва    | III   |
| 1953 | 800 м      | 2.07,3     | 23—25 августа         | Москва    | I     |
| 1954 | 400 м      | 55,5       | 13—16 сентября        | Киев      | II    |
| 1954 | 800 м      | 2.06,0     | 13—16 сентября        | Киев      | I     |
| 1955 | 400 м      | 56,6       | 13—17 ноября          | Тбилиси   | II    |
| 1955 | 800 м      | 2.03,4     | 13—17 ноября          | Тбилиси   | II    |
| 1956 | 400 м      | 55,6       | 5—16 августа          | Москва    | I     |
| 1956 | 800 м      | 2.06,8     | 5—16 августа          | Москва    | II    |
| 1957 | 800 м      | 2.07,2     | 28 августа—2 сентября | Москва    | II    |
| 1958 | 400 м      | 56,3       | 19—21 июля            | Таллин    | II    |
| 1958 | 800 м      | 2.06,6     | 19—21 июля            | Таллин    | III   |
| 1958 | кросс 1 км | 2.52,3     | 11 мая                | Москва    | I     |
| 1958 | кросс 2 км | 7.03,2     | 6 ноября              | Тбилиси   | I     |
| 1959 | кросс 2 км | 6.07,2     | 1 ноября              | Москва    | II    |
| 1960 | 800 м      | 2.07,1     | 15—18 июля            | Москва    | II    |
| 1960 | кросс 2 км | 6.41,6     | 30 октября            | Харьков   | I     |
| 1961 | кросс 2 км | 7.00,0     | 29 октября            | Мукачево  | II    |

### Кросс «Юманите»
Нина Откаленко принимала участие в кроссе газеты «Юманите» семь раз: в 1952, 1954—1957, 1960—1961 годах и была победительницей шесть раз (четыре раза подряд). Очаровательная советская бегунья стала настоящей любимицей парижской публики.

## Рекорды

### Мировые
В 1951-55 годах Нина Откаленко установила 5 мировых рекордов (по рекорду ежегодно) в беге на 800 м, улучшив в итоге мировое достижение на 7,2 секунды. Ей принадлежали также два мировых рекорда на дистанции 880 ярдов (804,672 м), установленные в 1954 и 1956 годах.

## Награды
- Почётный знак Госкомспорта.
- Знак «Ветеран профсоюзного спорта».
- Знак «За активную работу в ВДФСО Профсоюзов».
- Знаки Московского областного педагогического института и школы тренеров при Киевском государственном институте физической культуры..
- Медали «За всесоюзные рекорды».
- Медали «Чемпионат СССР».
- Знаки «Чемпион Вооруженных сил».
- Знак «50 лет ГТО».
- Знаки «Первенство СССР», «Чемпион ВЦСПС», «Чемпион Москвы».
- Юбилейная медаль «50 лет Победы в Великой Отечественной войне 1941—1945 гг.»
- Юбилейная медаль «60 лет Победы в Великой Отечественной войне 1941—1945 гг.»
- Юбилейная медаль «70 лет Победы в Великой Отечественной войне 1941—1945 гг.»
- Медаль «За укрепление боевого содружества» (Министерство обороны России)
- Медаль ордена «За заслуги перед Отечеством» 2-й степени
- Орден «Знак Почёта» (27.04.1957) — «за успехи, достигнутые в деле развития массового физкультурного движения в стране, повышения мастерства советских спортсменов, и успешное выступление на международных соревнованиях»
- Медаль «В память 850-летия Москвы»
- Медаль «Ветеран труда»
- Медаль «Захисника Вітчизни», Украина.
- Медаль «200 лет Министерству обороны»
- Орден Дружбы (Россия)
- Знак «Фронтовик 1941—1945».
- Почетный знак Госкомспорта.
- Знак «Спорткомитет СССР — 80 лет».
- Знак «За заслуги перед городом» II ступени от Думы города Дружковки Донецкой области Украины от 15.09.2010 года.